# Царське село (Вінниця)
Царське село — частина міста Вінниці. 
Знаходиться за Академмістечком на південному заході міста
Колишні землі села Бохоники. 
Свою назву отромало завдяки розкішній приватній забудові, де живе також багато місцевих можновладців.
Центральна артерія — Гніванське шосе.
Знаходиться у пішій доступності тролейбусів №12, 13, але вони серед місцевих мешканців непопулярні.
| Україна | Це незавершена стаття з географії України. Ви можете допомогти проєкту, виправивши або дописавши її. |